# Оукдејл (Минесота)
Оукдејл (енгл. Oakdale) град је у америчкој савезној држави Минесота.

## Демографија
По попису из 2010. године број становника је 27.378, што је 725 (2,7%) становника више него 2000. године.
| Група             | 2000.          | 2010.          |
| Белци             | 24.168 (90,7%) | 21.658 (79,1%) |
| Афроамериканци    | 611 (2,3%)     | 1.649 (6,0%)   |
| Азијати           | 654 (2,5%)     | 2.232 (8,2%)   |
| Хиспаноамериканци | 732 (2,7%)     | 1.172 (4,3%)   |
| Укупно            | 26.653         | 27.378         |